# KFNB – Orion und Lucifer
| KFNB „ORION“ und „LUCIFER“ | KFNB „ORION“ und „LUCIFER“ | KFNB „ORION“ und „LUCIFER“ | KFNB „ORION“ und „LUCIFER“ |
| -------------------------- | -------------------------- | -------------------------- | -------------------------- |
| kein Bild vorhanden        |                            |                            |                            |
| Technische Daten           |                            |                            |                            |
|                            | 1853                       | 1864                       | 1868                       |
| Bauart                     | 2'B n2                     | 2'B n2                     | 2'B n2                     |
| Zylinder-Ø                 | 408 mm                     | 408 mm                     | 395 mm                     |
| Kolbenhub                  | 558 mm                     | 531 mm                     | 553 mm                     |
| Treibrad-Ø                 | 1264 mm                    | 1264 mm                    | 1264 mm                    |
| Laufrad-Ø vorne            | 764 mm                     | 764 mm                     | 790 mm                     |
| Laufrad-Ø hinten           | –                          | –                          | –                          |
| fester Radstand            | k. A.                      | k. A.                      | k. A.                      |
| Gesamtradstand             | k. A.                      | 3438 mm                    | 3477 mm                    |
| Gesamtradstand + Tender    | k. A.                      | k. A.                      | k. A.                      |
| Heizfl. d. Rohre           | 82,6 m²                    | 79,3 m²                    | 81,6 m²                    |
| Heizfl. d. Feuerbüchse     | 5,6 m²                     | 5,6 m²                     | 5,9 m²                     |
| Rostfl.                    | k. A.                      | k. A.                      | k. A.                      |
| Dampfdruck                 | 5,4                        | 6,5                        | 6,5                        |
| Gewicht (leer)             | k. A.                      | 23,1 t                     | 20,4 t                     |
| Adhäsionsgewicht           | k. A.                      | 16,7 t                     | 14,9 t                     |
| Dienstgewicht              | k. A.                      | 25,4 t                     | 22,7 t                     |
| Dienstgewicht + Tender     | k. A.                      | k. A.                      | k. A.                      |
| Wasser                     | k. A.                      | k. A.                      | k. A.                      |
| Kohle                      | k. A.                      | k. A.                      | k. A.                      |
| Länge                      | k. A.                      | k. A.                      | k. A.                      |
| Länge + Tender             | k. A.                      | k. A.                      | k. A.                      |
| Höhe                       | k. A.                      | k. A.                      | k. A.                      |

Die Dampflokomotiven „ORION“, und „LUCIFER“ waren Güterzuglokomotiven der KFNB.
Sie wurden 1848 von Kessler in Esslingen an die KFNB  mit der Achsformel 2'B geliefert.
Die Maschinen waren wahrscheinlich ähnlich der „ELEPHANT“ der Hessischen Nordbahn.
Nach 1853 wurden Umbauten bei Kessel und Rädern durchgeführt (vgl. Tabelle).
Die Lokomotiven waren als Güterzuglokomotiven um Ostrau im Einsatz.
Später wurden sie im Verschubdienst in Wien verwendet.
Die Maschinen wurden 1876 und 1877 ausgemustert.